# Корветврач
Корветврач — сокращённое название должности «корпусный ветеринарный врач» и воинское звание высшего начальствующего (военно-ветеринарного) состава в Красной Армии. Выше дивветврача, ниже армветврача.

## История
Введено Постановлением ЦИК СССР и СНК СССР от 22 сентября 1935 года «О введении персональных военных званий начальствующего состава РККА» взамен всех прежних званий военно-ветеринарного состава служебных категорий К-12 и К-13. Предназначалось для начальников военно-ветеринарной службы в военных округах (на фронтах), также его могли носить специалисты центральных управлений Народного комиссариата обороны СССР, руководители военно-учебных заведений. В пограничных и внутренних войсках НКВД это звание было установлено приказом № 331 от 23 октября 1935 года и предназначалось для окружных военно-ветеринарных специалистов. Кроме того, это звание могли носить и высшие руководители наркомздрава, а также руководители академических научно-исследовательских организаций. Следует учитывать, что данное звание могло быть присвоено только военнослужащему с высшим ветеринарным образованием, прочий начальствующий состав в этой службе, включая и ветфармацевтов, носил звания военно-хозяйственного состава.
Первый обладатель этого звания Никольский Н.М. был репрессирован в 1937 году.
В марте 1940 года по проекту К.Е. Ворошилова предполагалось ввести звание генерал-лейтенант ветеринарной службы.
Упразднено Постановлением ГКО СССР № 2685 от 2 января 1943 года «О введении персональных воинских званий военно-медицинскому и военно-ветеринарному составу Красной Армии». Один носитель переаттестован в генерал-майора ветеринарной службы, две в генерал-лейтенантов ветеринарной службы.
| Род войск                                       | Соответствующее звание/должность |
| В командном составе                             | В командном составе |
| ----------------------------------------------- | --- |
| в сухопутных и военно-воздушных силах РККА      | комкор |
| Народный комиссариат внутренних дел СССР        | комиссар государственной безопасности 3-го ранга, введённое постановлением ЦИК и СНК СССР от 7 октября 1935 года (военнослужащие пограничных и внутренних войск НКВД имели воинские звания, принятые в РККА) |
| Военно-Морской Флот СССР                        | флагман 1-го ранга |
| ВВС ВМФ и береговая служба                      | комкор |
| В начальствующем составе                        | |
| в военно-политическом составе всех родов войск  | корпусный комиссар |
| в военно-техническом составе всех родов войск   | коринженер |
| в военно-техническом составе ВМФ                | инженер-флагман 1-го ранга |
| в военно-хозяйственном составе всех родов войск | коринтендант |
| в военно-медицинском составе всех родов войск   | корврач |
| в военно-юридическом составе всех родов войск   | корвоенюрист |

## Знаки различия
Знаки различия — три красных ромба в петлицах.
Над ромбами была эмблема военно-ветеринарного состава - сосуд гигеи серебристого цвета, установленная приказом НКО СССР от 10 марта 1936 года № 33.
Постановлением СНК СССР от 2 декабря № 2590 для военно-ветеринарного состава была установлена тёмная-зелёная расцветка петлиц с красным кантом.
Если ветеринарные подразделения входили в часть, принадлежащую иному роду войск, то носили свою эмблему на петлицах цвета соответствующей службы.

## Присвоение звания
| Фамилия имя отчество (годы жизни)         | Дата присвоения звания | Примечания                                                                                         |
| ----------------------------------------- | ---------------------- | -------------------------------------------------------------------------------------------------- |
| Никольский Николай Михайлович (1883—1970) | 20.11.1935             | -                                                                                                  |
| Власов Николай Михайлович (1891—1954)     | 25.03.1942             | Генерал-лейтенант ветеринарной службы (01.02.1943)                                                 |
| Лекарев Василий Михайлович (1902—1955)    | 25.03.1942             | Генерал-лейтенант ветеринарной службы (01.02.1943)                                                 |
| Лянда Юлий Авраамович (1892—1960)         | 14.05.1942             | Генерал-майор ветеринарной службы (31.03.1943); Генерал-лейтенант ветеринарной службы (02.11.1944) |